# El Retiro, Tenejapa
El Retiro är en ort i Mexiko.   Den ligger i kommunen Tenejapa och delstaten Chiapas, i den sydöstra delen av landet, 800 km öster om huvudstaden Mexico City. El Retiro ligger 2 076 meter över havet och antalet invånare är 633.
Terrängen runt El Retiro är lite bergig. Runt El Retiro är det ganska tätbefolkat, med 155 invånare per kvadratkilometer. Närmaste större samhälle är Yoshib, 5,2 km norr om El Retiro. I omgivningarna runt El Retiro växer i huvudsak städsegrön lövskog.